# Augusto Guglielmo di Prussia
Augusto Guglielmo di Prussia (in tedesco: August Wilhelm von Preußen) (Berlino, 9 agosto 1722 – Oranienburg, 12 giugno 1758) è stato un generale prussiano, fratello minore di Federico il Grande.

## Biografia
Augusto Guglielmo era figlio di Federico Guglielmo I di Prussia, e di sua moglie, Sofia Dorotea di Hannover. Era considerato il più socievole della famiglia e il preferito del padre. Durante il conflitto con il principe ereditario, suo padre era sul punto di nominare Augusto Guglielmo principe ereditario.
Quando suo fratello Federico divenne re nel 1740, Augusto Guglielmo divenne erede presunto e si trasferì nell'ex residenza di Federico, il Kronprinzenpalais a Berlino. Quando la sorella maggiore Luisa Ulrica sposò il re di Svezia nel 1744, fondò l'Ordine dell'Armonia, di cui Augusto Guglielmo fu uno dei primi destinatari.

## Carriera miliare
Servì suo fratello come generale durante la guerra di successione austriaca e si distinse nella battaglia di Hohenfriedberg.
Nel 1741 Augusto Guglielmo fu promosso a maggiore generale e partecipò alla prima e alla seconda guerra di Slesia. Nel 1744 fu creato principe della Corona di Prussia, come erede del fratello Federico, il quale non aveva figli. Durante la guerra dei sette anni divenne generale di fanteria.
Il suo primo comando fu alla battaglia di Kolín nel 1757 che si risolse in un totale fiasco, culminando con il rovinoso ritiro delle truppe prussiane. Per la sua inadeguatezza il principe incorse nell'ira furibonda di suo fratello maggiore, rinunciando conseguentemente alle cariche militari. Questa operazione militare fu caratterizzata da errori da entrambe le parti e culminò con  il bombardamento della città di Zittau da parte delle truppe austriache.

## Matrimonio
Sposò, il 6 gennaio 1742 a Berlino, Luisa Amalia, figlia di Ferdinando Alberto II di Brunswick-Lüneburg e di Antonietta Amalia di Brunswick-Wolfenbüttel. Il matrimonio non fu felice e gli sposi si separarono nel 1758.
Dal matrimonio con Luisa Amalia nacquero quattro figli:
- Federico Guglielmo (1744 – 1797), che successe allo zio sul trono di Prussia;
- Federico Enrico Carlo (1747 – 1767);
- Guglielmina (1751 – 1820), che sposò Guglielmo V di Orange-Nassau;
- Giorgio Carlo Emilio (1758 – 1759).

## Morte
Il principe Augusto Guglielmo morì il 12 giugno 1758 a Oranienburg, secondo alcuni con il "cuore spezzato", in riferimento al duro trattamento di suo fratello Federico II per la sua incompetente guida militare nella battaglia di Kolín. In realtà, è morto per un tumore al cervello.
In sua memoria, suo fratello Enrico eresse l'obelisco di Rheinberger.

## Albero genealogico[4]
|                                 |                                       |                                            | Genitori                         |  |  | Nonni |  |  | Bisnonni                          |  |  | Trisnonni                        |  |
|                                 |                                       |                                            |                                  |  |  |       |  |  | Federico Guglielmo di Brandeburgo |  |  | Giorgio Guglielmo di Brandeburgo |  |
|                                 |                                       |                                            |                                  |  |  |       |  |  | Federico Guglielmo di Brandeburgo |  |  | Giorgio Guglielmo di Brandeburgo |  |
|                                 |                                       | Elisabetta Carlotta del Palatinato-Simmern |                                  |  |  |       |  |  | Federico Guglielmo di Brandeburgo |  |  |                                  |  |
| Federico I di Prussia           |                                       |                                            |                                  |  |  |       |  |  | Federico Guglielmo di Brandeburgo |  |  |                                  |  |
|                                 |                                       | Luisa Enrichetta d'Orange                  | Federico Enrico d'Orange         |  |  |       |  |  |                                   |  |  |                                  |  |
|                                 |                                       | Luisa Enrichetta d'Orange                  | Federico Enrico d'Orange         |  |  |       |  |  |                                   |  |  |                                  |  |
|                                 |                                       | Luisa Enrichetta d'Orange                  | Amalia di Solms-Braunfels        |  |  |       |  |  |                                   |  |  |                                  |  |
| Federico Guglielmo I di Prussia |                                       | Luisa Enrichetta d'Orange                  |                                  |  |  |       |  |  |                                   |  |  |                                  |  |
|                                 |                                       | Ernesto Augusto di Brunswick-Lüneburg      | Giorgio di Brunswick-Lüneburg    |  |  |       |  |  |                                   |  |  |                                  |  |
|                                 |                                       | Ernesto Augusto di Brunswick-Lüneburg      | Giorgio di Brunswick-Lüneburg    |  |  |       |  |  |                                   |  |  |                                  |  |
|                                 |                                       | Ernesto Augusto di Brunswick-Lüneburg      | Anna Eleonora d'Assia-Darmstadt  |  |  |       |  |  |                                   |  |  |                                  |  |
| Sofia Carlotta di Hannover      |                                       | Ernesto Augusto di Brunswick-Lüneburg      |                                  |  |  |       |  |  |                                   |  |  |                                  |  |
|                                 |                                       | Sofia del Palatinato                       | Federico V del Palatinato        |  |  |       |  |  |                                   |  |  |                                  |  |
|                                 |                                       | Sofia del Palatinato                       | Federico V del Palatinato        |  |  |       |  |  |                                   |  |  |                                  |  |
|                                 |                                       | Sofia del Palatinato                       | Elisabetta Stuart                |  |  |       |  |  |                                   |  |  |                                  |  |
| Augusto Guglielmo di Prussia    |                                       | Sofia del Palatinato                       |                                  |  |  |       |  |  |                                   |  |  |                                  |  |
|                                 | Ernesto Augusto di Brunswick-Lüneburg | Giorgio di Brunswick-Lüneburg              |                                  |  |  |       |  |  |                                   |  |  |                                  |  |
|                                 | Ernesto Augusto di Brunswick-Lüneburg | Giorgio di Brunswick-Lüneburg              |                                  |  |  |       |  |  |                                   |  |  |                                  |  |
|                                 | Ernesto Augusto di Brunswick-Lüneburg | Anna Eleonora d'Assia-Darmstadt            |                                  |  |  |       |  |  |                                   |  |  |                                  |  |
| Giorgio I del Regno Unito       | Ernesto Augusto di Brunswick-Lüneburg |                                            |                                  |  |  |       |  |  |                                   |  |  |                                  |  |
|                                 |                                       | Sofia del Palatinato                       | Federico V del Palatinato        |  |  |       |  |  |                                   |  |  |                                  |  |
|                                 |                                       | Sofia del Palatinato                       | Federico V del Palatinato        |  |  |       |  |  |                                   |  |  |                                  |  |
|                                 |                                       | Sofia del Palatinato                       | Elisabetta Stuart                |  |  |       |  |  |                                   |  |  |                                  |  |
| Sofia Dorotea di Hannover       |                                       | Sofia del Palatinato                       |                                  |  |  |       |  |  |                                   |  |  |                                  |  |
|                                 |                                       | Giorgio Guglielmo di Brunswick-Lüneburg    | Giorgio di Brunswick-Lüneburg    |  |  |       |  |  |                                   |  |  |                                  |  |
|                                 |                                       | Giorgio Guglielmo di Brunswick-Lüneburg    | Giorgio di Brunswick-Lüneburg    |  |  |       |  |  |                                   |  |  |                                  |  |
|                                 |                                       | Giorgio Guglielmo di Brunswick-Lüneburg    | Anna Eleonora d'Assia-Darmstadt  |  |  |       |  |  |                                   |  |  |                                  |  |
| Sofia Dorotea di Celle          |                                       | Giorgio Guglielmo di Brunswick-Lüneburg    |                                  |  |  |       |  |  |                                   |  |  |                                  |  |
|                                 |                                       | Éléonore d'Esmier d'Olbreuse               | Alexandre II d'Esmier d'Olbreuse |  |  |       |  |  |                                   |  |  |                                  |  |
|                                 |                                       | Éléonore d'Esmier d'Olbreuse               | Alexandre II d'Esmier d'Olbreuse |  |  |       |  |  |                                   |  |  |                                  |  |
|                                 |                                       | Éléonore d'Esmier d'Olbreuse               | Jacquette Poussard de Vandré     |  |  |       |  |  |                                   |  |  |                                  |  |
|                                 |                                       | Éléonore d'Esmier d'Olbreuse               |                                  |  |  |       |  |  |                                   |  |  |                                  |  |